# Зразковое (Кировоградская область)
Зразковое (укр. Зразкове) — бывшее село в Александрийском районе Кировоградской области Украины.
Население по переписи 2001 года составляло 3 человека. Имело почтовый индекс — 28054, телефонный код — 5235, код КОАТУУ — 3520382604.
Исключено из учётных данных решением Кировоградского областного совета от 9 декабря 2010 года